# Petra Olli

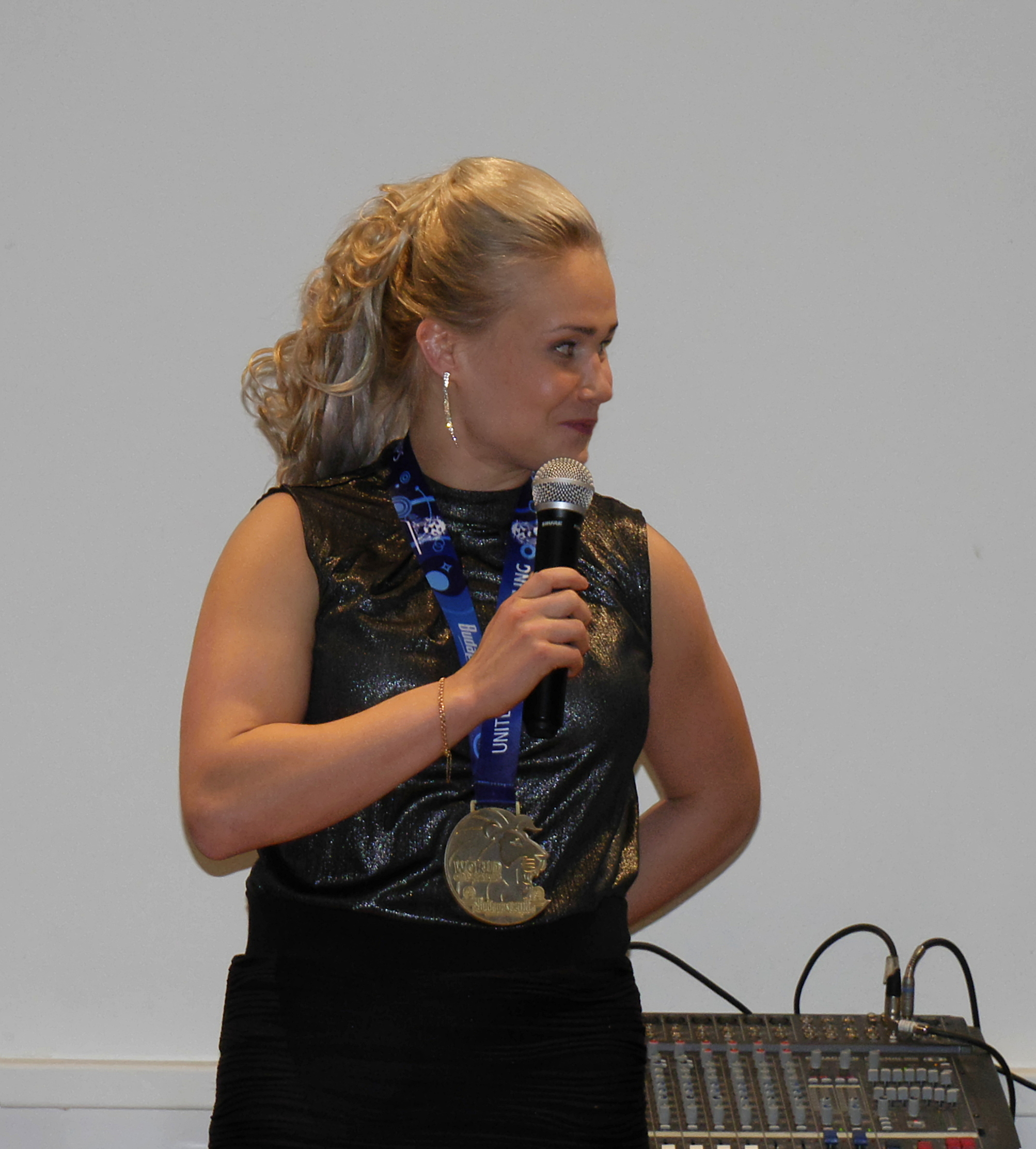
Petra Olli, 2018

Petra Maarit Olli (* 5. Juni 1994 in Lappajärvi, Finnland) ist eine finnische Ringerin. Sie wurde 2015 Vizeweltmeisterin in der Gewichtsklasse bis 58 kg und 2016 Europameisterin in der Gewichtsklasse bis 60 kg Körpergewicht. 2018 wurde sie wieder Europameisterin und schließlich auch Weltmeisterin in der Gewichtsklasse bis 65 kg Körpergewicht.

## Werdegang
Petra Olli begann im Jahre 2002 mit dem Ringen. Sie ist Mitglied des Sportclubs Lappajärven Veikot und wurde ab 2002 von Pertti Olli und ab 2008 von Ahto Raska trainiert. Weitere Trainer, mit denen sie zusammen arbeitete sind Janne Myllyperkiö, Hannu Overmark und Vesa Alanen. In ihren frühen Jugendjahren betrieb sie aber auch Leichtathletik und Skilanglauf und spielte Basketball. Sie wurde dabei u. a. sogar finnische Jugendmeisterin im Speerwurf. Seit 2009 widmet sie sich aber ausschließlich dem Ringen.
2009 startete Petra Olli erstmals bei internationalen Meisterschaften, den Junioren-Europameisterschaften (Cadets) in Zrenjanin. In der Gewichtsklasse bis 46 kg belegte sie dabei hinter Jessica Blaszka aus den Niederlanden und Nina Hemmer aus Deutschland den 3. Platz. Diese Meisterschaft eingerechnet, startete sie bis 2015 bei insgesamt zwölf internationalen Meisterschaften im Nachwuchsbereich (Junioren-Europameisterschaften (Cadets u. Juniors), Junioren-Weltmeisterschaften (Cadets und Juniors), Olympische Jugendspiele (Cadets) und U 23-Europameisterschaften). Dabei gewann bei allen Meisterschaften Medaillen. Den Titel gewann sie bei den Junioren-Europameisterschaften 2011 (Juniors), den Junioren-Europameisterschaften 2012 (Juniors), den Junioren-Europameisterschaften 2013 (Juniors), den Junioren-Europameisterschaften 2014 (Juniors) und bei den U 23-Europameisterschaften 2015.
Im März 2012 startete sie erstmals bei internationalen Meisterschaften bei den Seniorinnen. Sie belegte dabei in Belgrad in der Gewichtsklasse bis 55 kg nach Siegen über Valentina Minguzzi aus Italien und Nadine Tokar aus der Schweiz und einer Niederlage gegen Ana Maria Pavăl aus Rumänien nur den 7. Platz. Danach versuchte sie sich bei zwei Olympia-Qualifikations-Turnieren in Sofia und in Helsinki für die Olympischen Spiele 2012 in London zu qualifizieren. Mit einem 5. Platz und einem 3. Platz gelang ihr dies aber nicht.
Im April 2014 gewann Petra Olli dann bei den Europameisterschaften in Vantaa/Finnland in der Gewichtsklasse bis 58 kg nach Siegen über Katarzyna Michalak aus Polen und der Ex-Weltmeisterin Marianna Sastin aus Ungarn, einer Niederlage gegen Walerija Sergejewna Scholobowa aus Russland und einem Sieg über Luisa Niemesch aus Deutschland der Gewinn der Bronzemedaille, ihrer ersten Medaille bei internationalen Meisterschaften im Seniorenbereich. Im September 2014 startete sie bei den Weltmeisterschaften in Taschkent in der Gewichtsklasse bis 60 kg und besiegte dort Luo Xiaojuan aus China und Sakshi Malik aus Indien. Dann verlor sie gegen Tserenchimed Sukhee aus der Mongolei und gegen Natalja Golz aus Russland und belegte den 5. Platz.
Bei ihrem Titelgewinn bei den U23-Europameisterschaften 2015 in Wałbrzych in der Gewichtsklasse bis 60 kg besiegte Petra Olli Wiktoria Bobewa aus Bulgarien, Giedre Blekaityte aus Litauen, Oksana Herhel aus der Ukraine und Swetlana Lipatowa aus Russland. Im Juni 2015 erlitt sie dann bei den 1. Europäischen Spielen in Baku in der Gewichtsklasse bis 63 kg einen ersten Rückschlag in ihrer erfolgreichen Karriere. Sie unterlag dort gegen Walerija Lasinskaja aus Russland und gegen Anastasija Grigorjeva aus Lettland und kam nur auf den 14. Platz. Doch schon bei den Weltmeisterschaften 2015 in las Vegas bügelte sie diese Scharte aus und wurde in der Gewichtsklasse bis 58 kg mit Siegen über Aisuluu A Tinibekowa, Kirgisistan, Michelle Fazzari, Kanada, Johanna Mattsson, Schweden und Julija Ratkewitsch, Aserbaidschan und einer Niederlage im Finale gegen Kaori Icho aus Japan Vizeweltmeisterin. Dieser 2. Platz berechtigte sie zum Start bei den Olympischen Spielen 2016 in Rio den Janeiro.
Vorher stand 2016 aber noch die Europameisterschaften 2016 in Riga statt, bei der Petra Olli in der Gewichtsklasse bis 60 kg Körpergewicht ihren ersten Titel bei den Seniorinnen bei internationalen Meisterschaften gewann. Auf dem Weg zu diesem Erfolg besiegte sie Gabriella Sleisz aus Ungarn, Julia Pronzewitsch aus Russland und die Vorjahres-Weltmeisterin Oksana Herhel aus der Ukraine. Bei den Olympischen Spielen in Rio blieb sie in der Gewichtsklasse bis 58 kg ohne Medaillengewinn. Sie kam in Rio zunächst zu einem Sieg über Ohuwafunmilayo Adeniyi Aminat, Nigaria, verlor dann aber gegen Ausuluu A Tinibekowa aus Kirgisistan, schied aus und kam nur auf den 10. Platz. Eine Enttäuschung für sie.
2017 wurde Petra Olli in Szombathely U 23-Europameisterin in der Gewichtsklasse bis 63 kg. Im Finale besiegte sie dabei Adéla Hanzlíčková aus Tschechien. Bei den U 23-Weltmeisterschaften im polnischen Bydgoszcz enttäuschte sie, denn sie verlor dort gegen Braxton Rei Stone aus Kanada und Luzie Manzke aus Deutschland und landete auf dem 10. Platz. Bei den Europameisterschaften und den Weltmeisterschaften der Seniorinnen war sie nicht am Start.
Im Jahr 2018 wurde sie in Kaspiisk mit drei Siegen Europameisterin in der Gewichtsklasse bis 65 kg Körpergewicht. Im Oktober 2018 erreichte Petra Olli bei den Weltmeisterschaften in Budapest den bisher größten Erfolg in ihrer Laufbahn. In der Gewichtsklasse bis 65 kg wurde sie mit vier Siegen Weltmeisterin. Dabei hatte sie vor allem im Halbfinale und im Finale harte Prüfungen gegen starke Gegnerinnen zu bestehen. Im Halbfinale besiegte sie Ayana Gempei aus Japan bei Punktgleichstand vorn 6:6 durch die letzte Wertung und im Finale siegte sie über die Kanadierin Danielle Lappage knapp mit 6:5 Punkten.
In der Folgezeit war Petra Olli durch Verletzungspech gehindert, ihr volles Leistungsvermögen zu erlangen. 2019 gewann sie trotzdem bei den Europameisterschaften der Frauen in Bukarest in der Gewichtsklasse bis 65 kg eine Bronzemedaille, die sie sich nach einer Niederlage im Halbfinale gegen Elis Manolowa durch einen Sieg über Henna Johansson aus Schweden erkämpfte.
Im Februar 2020 startete sie bei den Europameisterschaften in Rom wieder in der Gewichtsklasse bis 65 kg. Sie verlor dort beide Kämpfe, die sie bestritt und belegte den 5. Platz.
Kurz danach erklärte sie ihren Rücktritt.

## Internationale Erfolge
| Jahr | Platz | Wettbewerb                                                      | Gewichtsklasse | Ergebnisse |
| 2009 | 3.    | Junioren-EM (Cadets) in Zrenjanin                               | bis 46 kg      | hinter Jessica Blaszka, Niederlande und Nina Hemmer, Deutschland |
| 2010 | 1.    | Nordische Juniorenmeisterschaften (Cadets) in Tönsberg/Norwegen | bis 49 kg      | vor Signe Marie Store, Norwegen |
| 2010 | 3.    | Olympische Jugendspiele (Cadets) in Singapur                    | bis 46 kg      | hinter Yu Miyahara, Japan und Julia Leorda, Moldawien |
| 2011 | 1.    | Junioren-EM (Juniors) in Zrenjanin                              | bis 51 kg      | vor Patimat Bagomedowa, Aserbaidschan, Elena Turcon, Moldawien und Katrin Henke, Deutschland                                                                                                 |
| 2011 | 2.    | Junioren-EM (Cadets) in Warschau                                | bis 52 kg      | hinter Jekaterina Poleschtschuk, Russland, vor Emma Carlsson, Schweden und Lilija Horischna, Ukraine                                                                                         |
| 2011 | 3.    | Junioren-WM (Cadets) in Szombathely                             | bis 52 kg      | hinter Risako Kawai, Japan und Battsetseg Altantsetseg, Mongolei |
| 2011 | 1.    | Helsinki-Open                                                   | bis 55 kg      | vor Angela Titenko, Russland |
| 2012 | 3.    | Dan Kolew & Nikola Petrow-Memorial in Sofia                     | bis 55 kg      | hinter Sofia Mattsson, Schweden und Ana Maria Pavăl, Rumänien |
| 2012 | 7.    | EM in Belgrad                                                   | bis 55 kg      | nach Siegen über Valentina Minguzzi, Italien und Nadine Tokar, Schweiz und einer Niederlage gegen Ana Maria Pavăl                                                                            |
| 2012 | 5.    | Olympia-Qualifikations-Turnier in Sofia                         | bis 55 kg      | nach Siegen über Emese Barka, Ungarn und Valentina Minguzzi und Niederlagen gegen Julija Ratkewitsch, Aserbaidschan und Anna Gomis, Frankreich                                               |
| 2012 | 3.    | Olympia-Qualifikations-Turnier in Helsinki                      | bis 55 kg      | nach Siegen über Vania Gomes Guerreiro, Portugal und Bediha Guen, Türkei, einer Niederlage gegen Jackeline Renteria Castillo, Venezuela und einem Sieg über Nadine Tokar                     |
| 2012 | 1.    | Junioren-EM (Juniors) in Zagreb                                 | bis 55 kg      | vor Karolina Krawczyk, Polen, Jarina Dubowska, Aserbaidschan und Salina Sidakowa, Belarus |
| 2012 | 3.    | Junioren-WM (Juniors) in Pattaya                                | bis 55 kg      | hinter Kanako Murata, Japan und Zhong Xuechun, China |
| 2013 | 1.    | Klippan-Lady-Open                                               | bis 59 kg      | vor Yoshimi Kayama, Japan und Aisuluu A Tinibekowa, Kirgisistan |
| 2013 | 1.    | Junioren-EM (Juniors) in Skopje                                 | bis 59 kg      | nach Siegen über Oksana Herhel, Ukraine, Aljona Kolesnik, Aserbaidschan, Kriszta Tunde Incze, Rumänien und Katarzyna Machowska, Polen                                                        |
| 2013 | 3.    | Junioren-WM (Juniors) in Sofia                                  | bis 59 kg      | nach Siegen über Carola Rainero, Italien, Nachi Masuda, Japan und Nenna Burkert, Schweiz, einer Niederlage gegen Tserenchimed Sukhee, Mongolei und einem Sieg über Krystina Tschan, Belarus  |
| 2014 | 3.    | „Iwan-Yarigin“-Memorial in Krasnojarsk                          | bis 58 kg      | hinter Kaori Icho, Japan und Tserenchimed Sukhee |
| 2014 | 1.    | Klippan-Lady-Open                                               | bis 58 kg      | vor Walerija Koblowa-Scholobowa, Russland, Marianna Sastin, Ungarn und Braxton Rei Stone-Papadopoulos, USA                                                                                   |
| 2014 | 3.    | EM in Vantaa/Finnland                                           | bis 58 kg      | nach Siegen über Katarzyna Michalak, Polen und Marianna Sastin, Ungarn, einer Niederlage gegen Walerija Scholobowa und einem Sieg über Luisa Niemesch, Deutschland                           |
| 2014 | 1.    | Nordische Meisterschaften in Turku                              | bis 63 kg      | vor Signe Marie Store, Norwegen und Kaisa Muutra, Estland |
| 2014 | 1.    | Junioren-EM (Juniors) in Kattowitz                              | bis 59 kg      | vor Oksana Herhel, Ukraine, Kriszta Tunde Incze, Rumänien und Ramona Galambos, Ungarn |
| 2014 | 3.    | Golden-Grand-Prix in Baku                                       | bis 60 kg      | hinter Julija Ratkewitsch, Aserbaidschan und Katsuki Sakagami, Japan, gemeinsam mit Johanna Mattsson, Schweden                                                                               |
| 2014 | 3.    | Junioren-WM (Juniors) in Zagreb                                 | bis 59 kg      | hinter Risako Kawai, Japan und Luisa Niemesch, Deutschland, gemeinsam mit Kayk-Colleen Miracle, USA                                                                                          |
| 2014 | 5.    | WM in Taschkent                                                 | bis 60 kg      | nach Siegen über Luo Xiaojuan, China und Sakshi Malik, Indien und Niederlagen gegen Tserenchimed Sukhee und Natalja Golz, Russland                                                           |
| 2015 | 1.    | Klippan-Lady-Open                                               | bis 60 kg      | vor Luo Xiaojun, Anastassija Hutschok, Belarus und Johanna Mattsson |
| 2015 | 1.    | U 23-EM in Wałbrzych                                            | bis 60 kg      | nach Siegen über Wiktoria Bobewa, Bulgarien, Giedre Blekaityte, Litauen, Oksana Herhel und Swetlana Lipatowa, Russland                                                                       |
| 2015 | 14.   | 1. Europäische Spiele in Baku                                   | bis 63 kg      | nach Niederlagen gegen Walerija Lasinskaja, Russland und Anastasija Grigorjewa, Lettland |
| 2015 | 2.    | WM in Las Vegas                                                 | bis 58 kg      | nach Siegen über Aisuluun A Tinibekowa, Kirgisistan, Michelle Fazzari, Kanada, Johanna Mattsson, Schweden und Julija Ratkewitsch, Aserbaidschan und einer Niederlage gegen Kaori Icho, Japan |
| 2016 | 1.    | Klippan-Lady-Open                                               | bis 60 kg      | vor Anastassija Hutschok, Belarus, Kanaho Miwa und Aika Yago, beide Japan |
| 2016 | 1.    | EM in Riga                                                      | bis 60 kg      | nach Siegen über Gabriella Sleisz, Ungarn, Julija Pronzewitsch, Russland und Oksana Herhel                                                                                                   |
| 2016 | 1.    | Großer Preis von Deutschland in Dormagen                        | bis 60 kg      | vor Therese Persson, Schweden, Viviane Herda, Deutschland und Ljubow Owtscharowa, Russland                                                                                                   |
| 2016 | 10.   | OS in Rio de Janeiro                                            | bis 58 kg      | nach einem Sieg über Ohuwafunmilayo Adeniyi Aminat, Nigeria und einer Niederlage gegen Aisuluu A Tinibekowa, Kirgisistan                                                                     |
| 2017 | 2.    | Klippan-Lady-Open                                               | bis 63 kg      | hinter Walerija Lasinskaja, Russland, vor Myu Imai, Japan und Henna Johansson, Schweden |
| 2017 | 1.    | U 23-EM in Szombathely                                          | bis 63 kg      | nach Siegen über Juliana Janowa, Bulgarien, Elmira Gambarowa, Aserbaidschan, Maria Kuznezowa, Russland und Adéla Hanzlíčková, Tschechien                                                     |
| 2017 | 10.   | U 23-WM in Bydgoszcz                                            | bis 63 kg      | nach Niederlagen gegen Braxton Rei Stone, Kanada und Luzie Manzke, Deutschland |
| 2018 | 7.    | „Iwan-Yarigin“-Memorial in Krasnojarsk                          | bis 65 kg      | Siegerin: Tang Chuying, China vor Julia Pronzewitsch, Russland |
| 2018 | 1.    | Klippan-Lady-Open                                               | bis 65 kg      | vor Miwa Morikawa, Japan, Julia Pronzewitsch und Henna Johansson |
| 2018 | 1.    | Intern. Turnier in Kiew                                         | bis 65 kg      | vor Irina Netrebo, Aserbaidschan, Adéla Hanzlíčková und Julia Lisowska, Ukraine |
| 2018 | 1.    | EM in Kaspiisk                                                  | bis 65 kg      | nach Siegen über Christina Federaschka, Belarus, Viktoria Iwanowa Bobewa, Bulgarien und Elis Manolowa, Aserbaidschan                                                                         |
| 2018 | 2.    | Poland-Open in Warschau                                         | bis 65 kg      | hinter Danielle Lappage, Kanada, vor Moa Nygren, Schweden und Forrest Ann Molinari, USA |
| 2018 | 1.    | WM in Budapest                                                  | bis 65 kg      | nach Siegen über Sofia Christina Georgiewa, Bulgarien, Ritu Ritu, Indien, Ayana Gempei, Japan und Daniella Lappage                                                                           |
| 2019 | 3.    | „Dan-Kolow“ & „Nikola-Petrow“-Memorial in Russe                 | bis 65 kg      | hinter Henna Johansson und Sakshi Malik, Indien |
| 2019 | 3.    | EM in Bukarest                                                  | bis 65 kg      | nach Siegen über Gabriella Sleisz, Ungarn und Olena Krezmer, Ukraine, einer Niederlage gegen Elis Manolowa und einem Sieg über Henna Johansson                                               |
| 2020 | 5.    | EM in Rom                                                       | bis 65 kg      | nach Niederlagen gegen Elis Manolowa und Maria Kusnezowa, Russland |

Erläuterungen
- alle Wettbewerbe im freien Stil
- OS = Olympische Spiele, WM = Weltmeisterschaften, EM = Europameisterschaften